# Hyperolius nienokouensis
Espèce
Statut de conservation UICN

 EN B1ab(iii) : En danger
Hyperolius nienokouensis est une espèce d'amphibiens de la famille des Hyperoliidae.

## Répartition
Cette espèce est endémique du Sud-Ouest de la Côte d'Ivoire. Elle se rencontre dans le parc national de Taï dans la région du Bas-Sassandra et dans une localité 30 km plus au nord,.

## Étymologie
Son nom d'espèce, composé de nienokou et du suffixe latin -ensis, « qui vit dans, qui habite », lui a été donné en référence au lieu de sa découverte, le mont Niénokoué.

## Publication originale
- Rödel, 1998 : A new Hyperolius species from Tai National Park, Ivory Coast (Anura: Hyperoliidae: Hyperoliinae). Revue Française d'Aquariologie, Herpétologie, vol. 25, p. 123-130.